# For Tomorrow
For Tomorrow è un singolo del gruppo musicale inglese dei Blur, estratto dall'album Modern Life Is Rubbish e pubblicato nel 1993.

## Il brano
Il testo del brano parla di Londra e in particolare in esso si fa riferimento alla Primrose Hill, una collina situata nel borgo di Camden.

## Il video
Il video musicale della canzone, diretto da Julien Temple, è stato realizzato in bianco e nero e girato interamente a Londra.

## Tracce
CD1
1. For Tomorrow (Visit to Primrose Hill extended) – 6:00
2. Peach – 3:57
3. Bone Bag – 4:03

CD2
1. For Tomorrow (Single version) – 4:20
2. When the Cows Come Home – 3:49
3. Beachcoma – 3:37
4. For Tomorrow (Acoustic version) – 4:41

12" e cassetta
1. For Tomorrow (Visit to Primrose Hill extended) – 6:00
2. Into Another – 3:54
3. Hanging Over – 4:27

## Formazione
Gruppo
- Damon Albarn - voce, tastiere
- Graham Coxon - chitarra, voce
- Alex James - basso
- Dave Rowntree - batteria

Collaboratori
- The Duke String Quartet - strumenti a corda

## Classifiche
| Classifica (1993) | Posizione massima |
| ----------------- | ----------------- |
| Regno Unito       | 28                |